# Загадката в Хайгейт
„Загадката в Хайгейт“ (на английски: The Adventure of the Highgate Miracle) е разказ на писателите Адриан Конан Дойл и Джон Диксън Кар за известния детектив Шерлок Холмс. Включен е в сборника с разкази „Подвизите на Шерлок Холмс“ (The Exploits of Sherlock Holmes) публикуван през 1954 г.

## Сюжет
Внимание:  Текстът по-долу разкрива сюжета на произведението (или части от него)!
Холмс получава много странна телеграма от г-жа Глория Кабплежър, в която тя обвинява съпруга си в измама с диаманти. Холмс предлага на Уотсън на основата на телеграмата да направят изводи за личността на тази дама. Уотсън излага наблюденията си на Холмс, но той не е съгласен с тях. Когато г-жа Кабплежър идва на Бейкър Стрийт, става ясно, че заключенията на Уотсън са грешни, и за пореден път прав е именно Шерлок Холмс.
В доста груба форма г-жа Кабплежър предлага на Холмс да започне разследване на дейността на съпруга ѝ г-н Джеймс Кабплежър. Той е съсобственик на компания продаваща диаманти. Преди няколко дни г-жа Кабплежър е прочела съобщение от деловия партньор на съпруга ѝ, г-н Мортимър Браун. В телеграмата г-н Браун се интересува къде са липсващите 26 големи диаманти от сейфа на фирмата.
Холмс разпитва г-жа Кабплежър за съпруга ѝ, и се установяват две интересни особености. Първо, г-н Кабплежър е изключително горд от своите мустаци, които внимателно поддържа. И на второ място, преди шест месеца, той си е купил чадър, с който никога не се разделя и го носи винаги със себе си, дори и ако навън времето е слънчево. Г-жа Кабплежър предполага, че нейният съпруг е замесен в контрабанда на диаманти, и пренася скъпоценностите през границата в дръжката на
чадъра. Но, оглеждайки скришом чадъра, съпругата се е убедила, че в него няма никакви тайници.
Холмс обещава да помогне на г-жа Кабплежър, и на следващата сутрин Холмс и Уотсън решават да проследят Джеймс Кабплежър. Около къщата на Кабплежър Холмс и Уотсън неочаквано се срещат с инспектор Лестрейд, който също разследва случая. Оказва се, че г-жа Кабплежър не се доверява на Холмс и се е обърнала и към Скотланд Ярд.
Скоро до къщата спират г-н Браун. След като не e получил отговор на телеграмата си, той е решил да дойде лично и да разговаря със своя партньор на липсващите диаманти. След известно време до къщата спира фургон с мляко, търговецът влиза вътре, а след това на прага на къщата се появява г-н Кабплежър. Установявайки, че е забравил чадъра си в къщи, Кабплежър с вик се втурва обратно в къщата.
Фургонът на търговеца си тръгва, но Лестрейд, предполагайки, че Кабплежър е предал откраднатите диаманти на търговеца, веднага го задържа. Търговецът Алф Питърс категорично заявява, че никакви скъпоценности никой не му е предавал. Обискирайки фургона и Питърс, Лестрейд нищо не намира, и тогава заедно с полицаите тръгва към къщата. Холмс се опитва да го разубеди да не ходи и му казва, че г-н Кабплежър вече не си е в къщи. Не вярвайки на Холмс, Лестрейд обискира цялата къща, но намира само г-жа Кабплежър. Тя се е събудила много трудно, защото вечерта някой и е сипал в бульона голяма доза опиум. По време на претърсването, полицията открива дрехите и чадъра на г-н Кабплежър, както и неговите „мустаци“, които се оказват фалшиви и са били използвани за маскировка.
Холмс предлага на Уотсън да отиде на Бейкър Стрийт и да го чака там. Скоро Уотсън получава телеграма от Браун адресирана до Холмс. В нея Браун съобщава, че е само формален делови партньор на г-н Кабплежър и следователно Кабплежър може да вземе диамантите от сейфа без всякакво разрешително. Следователно, г-н Кабплежър не е крадец, както си мисли съпругата му.
Малко след завръщането на Холмс, на Бейкър Стрийт идва търговецът на мляко Алф Питърс. Неочаквано Холмс заявява, че Питърс е г-н Джеймс Кабплежър. Холмс е провел разследване и е установил, че преди половин година Кабплежър е обръснал мустаците си, направил е тяхно точно копие и е започнал работа във фирмата за мляко под името Алф Питърс. След това Кабплежър е започнал да се държи много подозрително, имитирайки незаконна контрабанда на диаманти. Финалът на замисъла на Кабплежър е трябвало да бъде неговото „загадъчно и безследно изчезване”.
Зашеметен от разобличението на Холмс Кабплежър откровено признава всичко. Оказва се, че истинското му име е Джеймс Филимор и „Кабплежър“ е измислен красив псевдоним. „Мистериозното изчезване“ ще му помогне да избяга от нелюбимата си съпруга Глория, с която живее от 15 години. Освен това, Филимор се страхува за живота си, защото Глория вече е била омъжена преди да се омъжи за Филимор. Нейният първи съпруг, една влиятелна личност, би могъл да вкара Филимор в затвора. Цялото имущество на Филимор принадлежи на съпругата му, освен 26-те диаманта, които той се готви да вземе със себе си.
Холмс обещава да не разкрива тайната на Филимор и му предлага да започне нов живот. Но Холмс съветва Филимор да не използва истинското си име, а повторно да избере някакъв псевдоним.

## Интересни факти
Основа за написването на разказа е споменаването на случая в разказа на Артър Конан Дойл „Загадката на моста Тор“. 
| „ | ... Сред тези незавършени разкази е и историята на господин Джеймс Филмор, който се върнал у дома, за да си вземе чадъра, и изчезнал без следа. ... | “ |